# فرودگاه آلکانتارا
فرودگاه آلکانتارا (به انگلیسی: Alcântara Launch Center) (به زبان بومی: Centro de Lançamento de Alcântara) یک فرودگاه نظامی: پایگاه نیروی هوایی است که یک باند فرود آسفالت دارد و طول باند آن ۲۶۰۰ متر است. این فرودگاه در کشور برزیل قرار دارد و در ارتفاع ۴۵ متری از سطح دریا واقع شده‌است.